# Waxxari (sockenhuvudort i Kina, Xinjiang Uygur Zizhiqu, lat 38,70, long 87,32)
Waxxari (kinesiska: 瓦石峡, 瓦石峡乡) är en sockenhuvudort i Kina. Den ligger i den autonoma regionen Xinjiang, i den nordvästra delen av landet, omkring 570 kilometer söder om regionhuvudstaden Ürümqi. Antalet invånare är 5 886. Befolkningen består av 2 753 kvinnor och 3 133 män. Barn under 15 år utgör 20,0 %, vuxna 15-64 år 76 %, och äldre över 65 år 3,0 %.
Trakten runt Waxxari är nära nog obefolkad, med mindre än två invånare per kvadratkilometer. Trakten runt Waxxari är ofruktbar med lite eller ingen växtlighet.
Genomsnittlig årsnederbörd är 60 millimeter. Den regnigaste månaden är juni, med i genomsnitt 23 mm nederbörd, och den torraste är april, med 1 mm nederbörd.